# چخماقلی
چخماقلی (به ترکی آذربایجانی: Çaxmaqlı) یک منطقه مسکونی در جمهوری آذربایجان است که در شهرستان خاچماز و در دهیاری قاراچی واقع شده‌است.